# Chata v Jezerní kotlině
Chata v Jezerní kotlině je román pro mládež českého spisovatele Jaroslava Foglara z roku 1939. Vypráví o přátelství dvou chlapců, kteří navštěvují romantickou divokou krajinu za městem. Foglar zde vzdává hold nezkaženému chlapectví a péči o tělesnou kulturu, naopak ostře varuje před škodlivostí kouření.

## Příběh
Pavel Zeman, čestný a silný chlapec, je synem slavného boxera. Ten ač je již na odpočinku, nechá se vyprovokovat výzvou mladšího soupeře a pokusí se v pokročilém věku vrátit zpět do ringu – přímo při zápase však zemře na selhání srdce. Pavlova maminka je zdrcena zármutkem a rozhodne se s Pavlem odstěhovat do svého rodného městečka, Spálených Mlýnů. Pavel se tak ocitne v novém prostředí, kde se mu dlouho nedaří najít kamarády – chlapci ze třídy jsou neteční nebo přímo nepřátelští a parta z Pavlovy ulice, vedená hrubiánem Lojzou Rezkem, si Pavla vybere za terč svých šprýmů a ústrků. Jednoho dne se Lojza dozví, že Pavel je synem zemřelého boxera, a tropí si z něj nepěkné žerty – a Pavel, který až do té doby všechna příkoří přijímal mlčky, nyní brání čest svého otce a podlého Lojzu zbije. Od té doby panuje mezí ním a Lojzovou partou otevřené nepřátelství.
Pavel se proto rozhodne chodit sám do liduprázdné krajiny za městem, kde se cítí svobodný. Tak najde skalnatou rokli s jezírkem, zcela ztracenou v divočině, kterou pojmenuje Jezerní kotlina, a tráví zde každé volné odpoledne. Jednou tam potká Ludvíka Grygara, spolužáka ze třídy, který mu už dříve připadal zvláštní a zajímavý. Hoši jsou ze setkání nejprve rozmrzelí, protože se nechtějí o „svou“ kotlinu s nikým dělit, ale pak si řeknou, že bude lépe se skamarádit a užívat si zde dobrodružství společně. Uzavřou pevné přátelství a dohodnou se, že o Jezerní kotlině nikomu dalšímu nepoví. Pavel zjistí, že Ludva má široké zájmy, jeho největší zálibou jsou romány a historie severoamerických indiánů. Později Ludva Pavlovi svěří, že si sám píše rozsáhlý indiánský román o kmeni Krí a dokonce jej Pavlovi dá k přečtení. Ten si uvědomí, že mnohé příběhy románu jsou vlastně inspirovány příhodami, které Ludva zažívá (a už dávno před Pavlem zažíval) v Jezerní kotlině – v knize je dokonce i plánek, jak se do kotliny dostat. Ludvovi rodiče knihu nemají rádi – Ludvova maminka se sice v počátcích psaní knihou kdekomu pyšnila, ale nyní si jeho rodiče myslí, že román odvádí Ludvu od učení, a vyhrožují mu, že knihu spálí. Ludva proto knihu ukrýval ve své půdní skrýši, ale když se ukáže, že tam není bezpečno, svěří ji do opatrování Pavlovi.
Přátelství Ludvy a Pavla má pro oba přínos nejen jako vztah plný radosti a souznění, ale také je vzájemně obohacuje – Ludva Pavlovi imponuje svou sečtělostí a intelektuálním záběrem, zatímco Pavel Ludvu vychovává tělesně – díky systematickému cvičení pod Pavlovým vedením začne původně slabý a křehký Ludvík viditelně sílit a zlepšovat svou kondici.
Vedle idylického života v kotlině si však chlapci uvědomují, že se kolem nich děje něco podivného – Ludvu v jeho půdní skrýši už několikrát ohrožoval neznámý podivný člověk, který se později dobývá i k Pavlovi do bytu. Kromě toho jim přicházejí výhrůžné dopisy s podpisem Tarantule. Jednou se Tarantuli podaří ukořistit Ludvovu knihu, avšak chlapci ji brzy získají zpět. Krátce na to se dozvědí, že Tarantule je ve skutečnosti jen parta Lojzy Rezka, která se touží chlapcům pomstít – a i když někdy Pavla s Ludvou napadnou a zbijí, už je neděsí, protože přišli o svou tajemnost. Nadále je však straší záhadný noční návštěvník, který se za bouřlivých nocí pokouší dobýt k Pavlovi.
Krátce před prázdninami se chlapci rozhodnou v Jezerní kotlině postavit jednoduchou chatu z dřevěných bedniček od margarínu, aby zde mohli pohodlně nocovat. To se jim podaří, a tak stráví v kotlině celé prázdniny. Po prázdninách si Ludva začne k cestám do kotliny půjčovat bicykl nočního hlídače, který přes den spí, ale jednou kolo zmizí z úkrytu. Ludva je naprosto zoufalý, ale situaci zachrání jejich starší spolužák Filip Strnad, který viděl na dotyčném kole jet Lojzu – tak se ukáže, kdo jim kolo vzal a kde ho najdou. Ludvíka však tento traumatický zážitek hluboce poznamená, a jeho pocit závazku vůči Filipovi se dostane do konfliktu s jeho výlučným vztahem k Pavlovi. Když Pavel odmítne Ludvovu rozpačitou snahu přibrat Filipa do spolku, Ludva o Jezerní kotlinu a vše s tím spojené ztratí zájem a přikloní se k Filipovi. Pavel je tím zaskočen a zklamán, a když zjistí, že Filip Ludvu naučil kouřit, začíná mít navíc o bývalého kamaráda strach.
Pavel znovu začne chodit do Jezerní kotliny sám a náhodou se mu podaří přijít na stopu dávnému příběhu – když starému lékárníkovi donese zvláštní květinku, kterou v Jezerní kotlině nalezl, lékárník mu sdělí, že jde o šafrán, který je velmi vzácný, a podivuje se, kde jej našel. Pak Pavlovi vypráví, že mu před několika desítkami let dva chlapci nosili sušený šafrán a on jej od nich vykupoval. Nikomu nechtěli prozradit, kde šafrán roste. Jednou se však jeden z chlapců zabil a druhý, Jirka Dernet, se po této události pomátl a zapomněl cestu do kotliny. Pavlovi se tak odhalí celé tajemství – pomatený Dernet totiž bydlí v Ludvově domě, takže když se díky Ludvově mamince dozvěděl, že v jeho knize je plán cesty k Jezerní kotlině, pokoušel se ji získat násilím – nejprve od Ludvy a poté od Pavla. O několik dní později Dernet tragicky zemře, když se zřítí ze žebříku vedoucího k Ludvově skrýši. Také Lojza Rezek se zřejmě nějak dozvěděl, že Jezerní kotlina je místem, kde roste vzácný šafrán, a proto tolik usiloval o získání Ludvovy knihy s popisem cesty.
Ludvu ovšem už nic z toho nezajímá, je zcela ve Filipově vleku, fyzicky chátrá a je na tom ještě hůř, než když se seznámil s Pavlem. S otravou nikotinem a poškozenými plícemi nakonec skončí v nemocnici a není jisté, zda přežije. Ludvík si v této situaci konečně uvědomí, jak hloupě se zachoval, a rozhodne se s Pavlem usmířit. Pavel rád přijme nabízené přátelství a znovu v Ludvovi probudí vůli k životu. Ludva se nezměrným úsilím uzdraví a na jaře se spolu s Pavlem vrátí do Jezerní kotliny opět jako nejlepší přátelé.

## Vznik a vydávání
Román Chata v Jezerní kotlině napsal Jaroslav Foglar během července a srpna 1939, začal jej na táboře svého oddílu ve Sluneční zátoce (Tábor ohňů), posléze ho dokončil v Praze. Inspirací pro Jezerní kotlinu byl pro něj lom Amerika. Kniha byla poprvé vydána v říjnu 1939 v nakladatelství Jan Kobes.

### Knižní česká vydání
Přehled knižních vydání v češtině:
- 1939 – 1. vydání, nakladatelství Jan Kobes, ilustrace Mariquita a Zdeněk Burian, obálka Zdeněk Burian
- 1940 – 2. vydání, nakladatelství Jan Kobes, ilustrace Mariquita a Zdeněk Burian, obálka Zdeněk Burian
- 1941 – dotisk 2. vydání, nakladatelství Jan Kobes, ilustrace Mariquita a Zdeněk Burian, obálka Zdeněk Burian
- 1941 – 3. vydání, nakladatelství Jan Kobes, ilustrace Mariquita a Zdeněk Burian, obálka Mariquita
- 1946 – 4. vydání, nakladatelství Jan Kobes, ilustrace Bohumír Čermák, obálka Zdeněk Burian
- 1969 – 5. vydání, nakladatelství Mladá fronta, ilustrace Ervín Urban, obálka Milan Kopřiva
- 1988 – 6. vydání, nakladatelství Albatros, ilustrace Marko Čermák
- 1988 – 7. vydání, nakladatelství Olympia, ilustrace Marko Čermák
- 1989 – dotisk 6. vydání, nakladatelství Albatros, ilustrace Marko Čermák
- 1993 – 8. vydání, nakladatelství Olympia, ilustrace Marko Čermák, ISBN 80-7033-200-X (edice Sebrané spisy, sv. 10)
- 1994 – dotisk 8. vydání, nakladatelství Olympia, ilustrace Marko Čermák, ISBN 80-7033-200-X (edice Sebrané spisy, sv. 10)
- 1996 – 9. vydání, nakladatelství Olympia, ilustrace Marko Čermák, ISBN 80-7033-428-2 (edice Sebrané spisy, sv. 10)
- 1998 – 10. vydání, nakladatelství Olympia, ilustrace Marko Čermák, ISBN 80-7033-511-4 (edice Sebrané spisy, sv. 10)
- 2000 – dotisk 10. vydání, nakladatelství Olympia, ilustrace Marko Čermák, ISBN 80-7033-511-4 (edice Sebrané spisy, sv. 10)
- 2001 – dotisk 10. vydání, nakladatelství Olympia, ilustrace Marko Čermák, ISBN 80-7033-511-4 (edice Sebrané spisy, sv. 10)
- 2005 – 11. vydání, nakladatelství Olympia, ilustrace Marko Čermák, ISBN 80-7033-887-3 (edice Sebrané spisy, sv. 10)
- 2018 – 12. vydání, nakladatelství Albatros, ilustrace Pavel Čech, příloha: Zavřená kniha, ISBN 978-80-00-05289-2 (řada Foglarovky)

Vydání z let 1969–1994 jsou v knihách chybně označena jako 4.–7. vydání, namísto správného číslování 5.–8. vydání.

### Další vydání
Další česká vydání:
- 1941 – sešitové vydání v rámci edice Knihy táborového ohně, sv. 2, č. 10–19, nakladatelství Jan Kobes, ilustrace Mariquita a Zdeněk Burian, obálka Zdeněk Burian
- 1967–1968 – na pokračování v sešitech edice Karavana (č. 1–8)
- 1995–1996 – vydání v Braillově písmu, Slepecké muzeum v Brně ve spolupráci se Sdružením přátel Jaroslava Foglara

Cizojazyčná vydání:
- 1960 – Chata nad jeziorem, polsky, nakladatelství Nasza ksiȩgarnia
- 1991 – Chata v Jazernej kotline, slovensky, nakladatelství Gemini, ISBN 80-85265-05-2

## Adaptace
V roce 1969 měla v Divadle Petra Bezruče v Ostravě premiéru hra Tajemství Jezerní kotliny, kterou podle románu Chata v Jezerní kotlině napsal Jaroslav Nedvěd. Libreto hry vydala roku 1970 DILIA.
Chata v Jezerní kotlině se roku 1969 stala prvním Foglarovým románem převedeným do komiksové podoby. Podle autorova scénáře jej nakreslil Marko Čermák a v černobílé verzi vycházel na přelomu let 1969 a 1970 na pokračování v časopisu Svět v obrazech (č. 31/1969–10/1970). Roku 1989 vycházel komiks v časopisu Kometa (č. 1–4), tentokrát v barevné podobě. Sešitové černobílé vydání Chaty vydalo roku 1990 nakladatelství Novinář, barevně vyšla pohromadě poprvé v roce 1999 v souborné knize Svorní gambusíni a jiné příběhy (nakladatelství Olympia), sešitově samostatně pak roku 2013 (nakladatelství Olympia). Roku 1999 nakreslil Jiří Filípek jeden díl děje Chaty, který v červnu toho roku vyšel v časopisu Ohníček.
Roku 1991 byla Chata v Jezerní kotlině adaptována do podoby rozhlasové hry (režie Karel Weinlich) a v roce 1995 byla vysílána v rozhlasu v podobě četby na pokračování v podání Alfreda Strejčka a za doprovodu Štěpána Raka. Roku 2018 vyšla v nakladatelství Albatros audiokniha, román čte Pavel Neškudla.

## Pokračování
V roce 2022 (v tiráži vročeno 2021) vydalo nakladatelství Albatros ve spolupráci se Skautskou nadací Jaroslava Foglara, coby správcem spisovatelovy pozůstalosti, pokračování Chaty v Jezerní kotlině v podobě románu Zkáza Jezerní kotliny od Petra Huga Šlika. Jedná se o první oficiální pokračování některého z Foglarových románů od moderního autora.